# Маминське
Ма́минське (рос. Маминское) — село у складі Каменського міського округу Свердловської області.
Населення — 1173 особи (2010, 1324 у 2002).
Національний склад станом на 2002 рік: росіяни — 95 %.